# Hamburger Tulpe für deutsch-türkischen Gemeinsinn
Die Hamburger Tulpe für deutsch-türkischen Gemeinsinn ist eine seit 1999 vergebene Auszeichnung der Körber-Stiftung in Hamburg. Sie prämiert innovative deutsch-türkische Projekte zur Verbesserung des Zusammenlebens in der Hansestadt. Seit 2006 wird unter gleichen Voraussetzungen von der Körber-Stiftung in Berlin eine ähnliche Auszeichnung verliehen.
Die mit jeweils 10.000 Euro dotierte Hamburger Tulpe wird zurzeit einmal im Jahr im Rahmen einer feierlichen Verleihung an mehrere Projekte vergeben. Das Geld soll den Preisträgerprojekten ein Fortbestehen ermöglichen.
Die Tulpe wurde als Namensgeberin für den Preis gewählt, weil sie ursprünglich aus dem Osmanischen Reich stammend erst vor rund 450 Jahren zunächst über Wien und die Niederlande nach Deutschland kam, heute aber längst als einheimische Pflanze empfunden wird. Mit ihr soll also die Hoffnung auf eine gelingende Integration ausgedrückt werden.